# 腓特烈 (條頓騎士團)
薩克森的腓特烈（德語：Friedrich von Sachsen，1473年10月26日-1510年12月14日），也被稱為腓特烈·馮·薩克森或腓特烈·馮·韋廷（德語：Friedrich von Wettin），是條頓騎士團的第36任大團長，任職於1498年至1510年。他是薩克森公爵阿爾布雷希特三世和波傑布拉德的伊日的女兒波希米亞的希多妮的第三個（也是在世最小的）兒子。
腓特烈在托爾高的直系兄弟姐妹之後七個月早產，是阿爾貝蒂娜家族的成員，該家族是統治薩克森的著名韋廷家族的主要分支。腓特烈不應該與他統治薩克森選帝侯的歐內斯廷系（Ernestine）的同名堂兄相混淆。腓特烈的哥哥格奧爾格迎娶了波蘭國王扬一世·阿尔布雷赫特的妹妹芭芭拉。
條頓騎士團一直在與波蘭就普魯士進行長期的權力鬥爭。騎士團的實力在整個15世紀都在下降，他們希望選擇與波蘭執政的雅蓋隆王朝有婚姻關係的人能夠鞏固他們的地位。1498年，這位年輕的公爵被選為大團長。
當扬一世·阿尔布雷赫特召喚腓特烈為騎士團的財產表示敬意時，他將此事提交給了帝國議會。帝國議會通知扬一世·阿尔布雷赫特，他不能干涉大團長在普魯士自由行使權力。
1510年，腓特烈在薩克森的羅赫利茨去世。按照慣例，騎士團的大團長們不結婚，所以他沒有妻子也沒有後代。